# Marcos Felipe
Marcos Felipe de Freitas Monteiro (Serra, Espírito Santo, 13 de abril de 1996), conocido como Marcos Felipe, es un futbolista brasileño. Juega de portero y su equipo es el Eyüpspor de la Superliga de Turquía.

## Trayectoria

### Bahía
Bahía anunció el 28 de diciembre de 2022 que había cerrado el préstamo con una opción de compra del portero Marcos Felipe, de 26 años, hasta finales de 2023. 
Marcos Felipe fue el más destacado del empate contra el São Paulo, en Morumbi, el 30 de julio de 2023. Hizo 10 atajadas en el partido para mantener el marcador sin cambios en el partido válido para Brasileirão 2023, con 8 de las atajadas deteniendo tiros desde dentro del área de Bahía. 
El 30 de agosto de 2023, el traspaso se hizo permanente y Marcos Felipe firmó un contrato con Bahía hasta finales de 2027. La carrera de Marcos Felipe en Bahía comenzó en 2023, inicialmente cedido, y fue adquirido por el Tricolor ese mismo año. En tres temporadas, disputó 147 partidos y ganó dos títulos del Campeonato Baiano.
El portero Marcos Felipe fue anunciado oficialmente como nuevo fichaje del Eyüpspor, de la primera división turca, el 15 de agosto de 2025 a través de las redes sociales del club. Con contrato hasta 2027, el portero fue cedido por el Esquadrão por un año.

## Selección nacional
Fue internacional a nivel juvenil por la selección de Brasil. Disputó la Copa Mundial de Fútbol Sub-17 de 2013, la Copa Mundial de Fútbol Sub-20 de 2015, el Campeonato Sudamericano de Fútbol Sub-17 de 2013 y el Campeonato Sudamericano Sub-20 de 2015,
En 2014 se adjudicó el Torneo Esperanzas de Toulon de 2014.

## Estadísticas

### Clubes
| Club                      | Temporada           | Div.                | Liga  | Liga  | Estatal(1) | Estatal(1) | Copas nacionales(2) | Copas nacionales(2) | Copas internacionales | Copas internacionales | Otros | Otros | Total | Total |
| Club                      | Temporada           | Div.                | Part. | Goles | Part.      | Goles      | Part.               | Goles               | Part.                 | Goles                 | Part. | Goles | Part. | Goles |
| ------------------------- | ------------------- | ------------------- | ----- | ----- | ---------- | ---------- | ------------------- | ------------------- | --------------------- | --------------------- | ----- | ----- | ----- | ----- |
| Fluminense · Brasil       | 2013                | Série A             | 0     | 0     | —          | —          | —                   | —                   | 0                     | 0                     | —     | —     | 0     | 0     |
| Fluminense · Brasil       | 2014                | Série A             | —     | —     | —          | —          | —                   | —                   | 0                     | 0                     | —     | —     | 0     | 0     |
| Macaé · (cedido) · Brasil | 2015                | Série B             | 2     | 0     | —          | —          | —                   | —                   | —                     | —                     | —     | —     | 2     | 0     |
| Fluminense · Brasil       | 2016                | Série A             | 1     | 0     | 0          | 0          | 0                   | 0                   | —                     | —                     | —     | —     | 1     | 0     |
| Fluminense · Brasil       | 2017                | Série A             | 0     | 0     | 1          | 0          | 1                   | 0                   | 0                     | 0                     | 0     | 0     | 2     | 0     |
| Fluminense · Brasil       | 2018                | Série A             | 0     | 0     | 0          | 0          | 0                   | 0                   | 0                     | 0                     | —     | —     | 0     | 0     |
| Fluminense · Brasil       | 2019                | Série A             | 6     | 0     | 0          | 0          | —                   | —                   | 0                     | 0                     | —     | —     | 6     | 0     |
| Fluminense · Brasil       | 2020                | Série A             | 19    | 0     | 2          | 0          | 0                   | 0                   | 0                     | 0                     | —     | —     | 21    | 0     |
| Fluminense · Brasil       | 2021                | Série A             | 36    | 0     | 13         | 0          | 6                   | 0                   | 10                    | 0                     | —     | —     | 65    | 0     |
| Fluminense · Brasil       | 2022                | Série A             | 0     | 0     | 9          | 0          | 0                   | 0                   | 0                     | 0                     | —     | —     | 9     | 0     |
| Fluminense · Brasil       | Total               | Total               | 62    | 0     | 25         | 0          | 7                   | 0                   | 10                    | 0                     | 0     | 0     | 104   | 0     |
| Bahia · Brasil            | 2023                | Série A             | 37    | 0     | 11         | 0          | 8                   | 0                   | —                     | —                     | 7     | 0     | 63    | 0     |
| Bahia · Brasil            | 2024                | Série A             | 34    | 0     | 3          | 0          | 8                   | 0                   | —                     | —                     | 9     | 0     | 54    | 0     |
| Bahia · Brasil            | 2025                | Série A             | 0     | 0     | 4          | 0          | 0                   | 0                   | 4                     | 0                     | 1     | 0     | 9     | 0     |
| Bahia · Brasil            | Total               | Total               | 71    | 0     | 18         | 0          | 16                  | 0                   | 4                     | 0                     | 17    | 0     | 126   | 0     |
| Total en su carrera       | Total en su carrera | Total en su carrera | 135   | 0     | 43         | 0          | 23                  | 0                   | 16                    | 0                     | 17    | 0     | 232   | 0     |

### Selección
| Sub-17 · Brasil | 2013                     | — | — | 8  | 0 | 5 | 0 | 13 | 0 |
| Sub-17 · Brasil | Total                    | 0 | 0 | 8  | 0 | 5 | 0 | 13 | 0 |
| Sub-20 · Brasil | 2015                     | — | — | 9  | 0 | 0 | 0 | 9  | 0 |
| Sub-20 · Brasil | Total                    | 0 | 0 | 9  | 0 | 0 | 0 | 9  | 0 |
| Sub-21 · Brasil | 2014                     | — | — | —  | — | 4 | 0 | 4  | 0 |
| Sub-21 · Brasil | Total                    | 0 | 0 | 0  | 0 | 4 | 0 | 4  | 0 |
| Total Selecciones Brasil | Total Selecciones Brasil | 0 | 0 | 17 | 0 | 9 | 0 | 26 | 0 |
| (1) Incluye los partidos de: Campeonato Sudamericano (2) Incluye los partidos de: Esperanzas de Toulon (2014) / Copa Mundial de Fútbol Sub-17 de 2013 / Copa Mundial de Fútbol Sub-20 de 2015 |                          |   |   |    |   |   |   |    |   |